# Keyla (película)
Keyla es una película dramática colombiana de 2017 dirigida y escrita por Viviana Gómez Echeverry y protagonizada por Elsa Whitaker y Sebastián Enciso. La película, filmada en la Isla de Providencia en el atlántico colombiano, tuvo su estreno en el Festival Internacional de Cine de Cartagena en 2017 y fue exhibida en otros importantes eventos como el Festival de Róterdam en Curaçao y el Festival de Cine Colombiano de Nueva York, entre otros.

## Sinopsis
El padre de Keyla, una joven que vive en la isla de Providencia en la costa atlántica colombiana, desaparece repentinamente. Keyla empieza la búsqueda de su progenitor y se ve obligada a recibir una visita más que inesperada: la exesposa de su padre, quien llega a Providencia desde España con su medio hermano.

## Reparto
- Elsa Whitaker es Keyla.
- Sebastián Enciso Salamanca es Francisco.
- Mercedes Salazar es Helena.
- Felipe Cabeza es Richard.
- Norvel Walters es Sony.
- Anthony Assaf Howard es Breggie.
- Adriana Whitaker Torres es Keyla niña.
- Betty Gómez es la pescadora.